# Anacã
Papagaio-de-leque-vermelho ou anacã (Deroptyus accipitrinus) é uma ave amazônica psitaciforme da família dos psitacídeos. Também são conhecidas pelos nomes de anacá, curica-bacabal, papagaio-de-coleira e vanaquiá.

## Etimologia
Seu nome provém do tupi antigo anakã, conforme registrado por Marcgrave (1648).

## Características

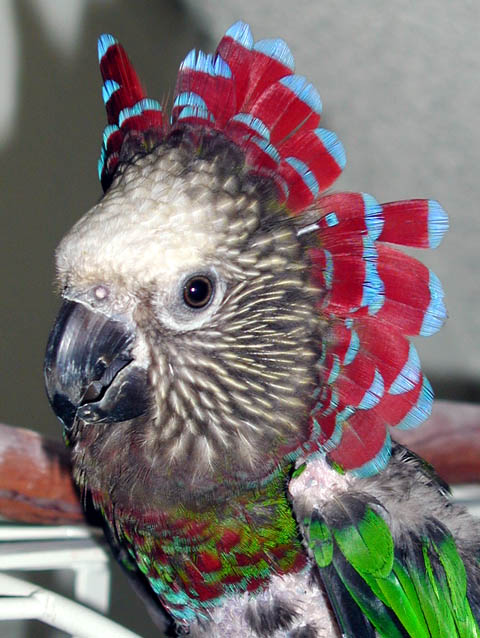
Anacã com cocar de penas ereto

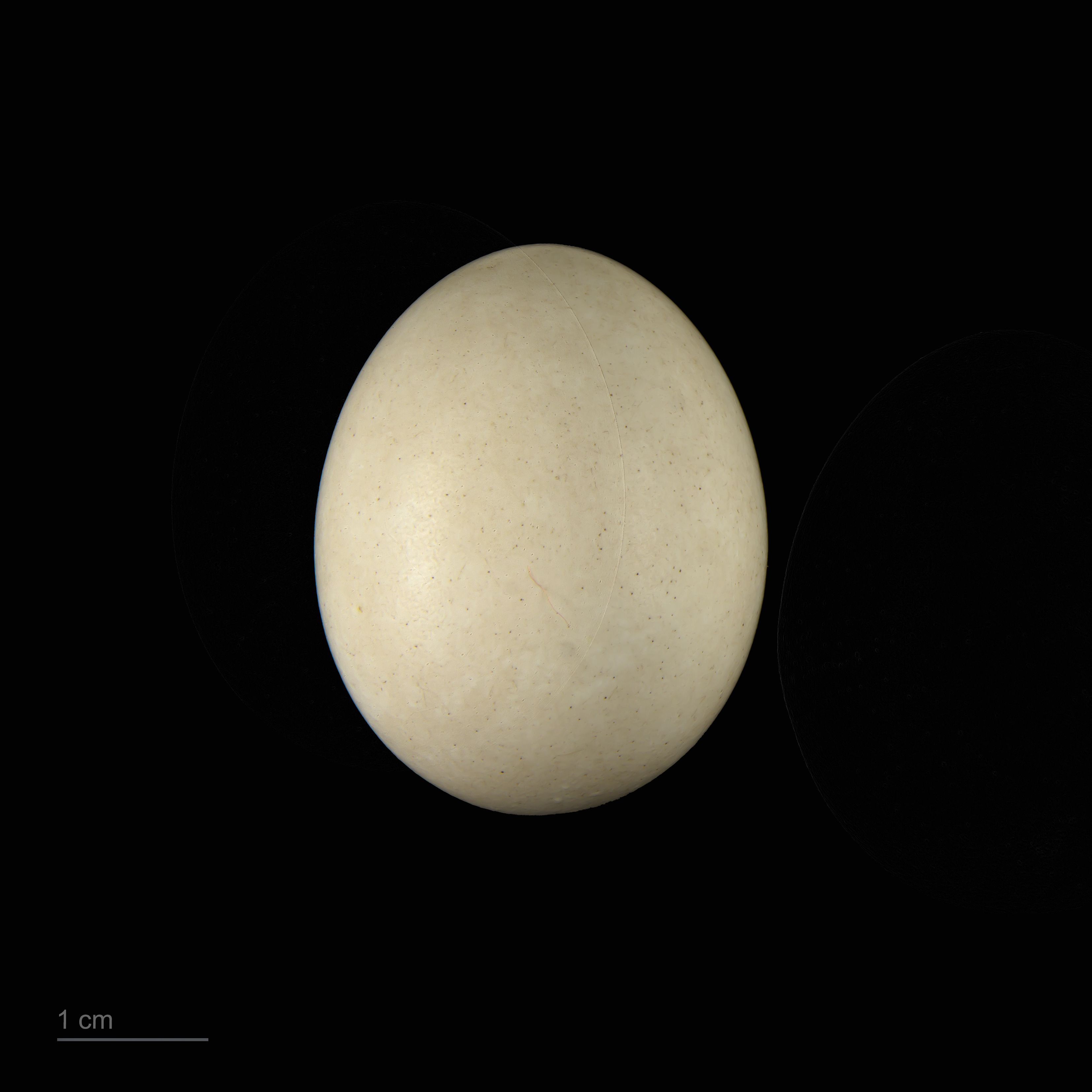
Deroptyus accipitrinus (MHNT)

Os anacãs medem em torno de 35 cm de comprimento, com a fêmea sendo um pouco maior que o macho. Possuem um grande cocar de penas vermelhas e dotadas de uma larga faixa azul nas pontas.

## Alimentação
Alimenta-se de frutas de palmeiras, flores e sementes, apreciando os cocos de bacaba e das embaúbas, além de frutas silvestres.

## Reprodução
Faz ninho em buracos de árvores mortas, inclusive naqueles feitos por pica-paus, a partir do mês de fevereiro.

## Subespécies
São reconhecidas duas subespécies:
- Deroptyus accipitrinus accipitrinus (Linnaeus, 1758) - ocorre no Sudeste da Colômbia até a Venezuela, nas Guianas, no Nordeste do Peru e no Norte do Brasil. Esta espécie apresenta a testa esbranquiçada;
- Deroptyus accipitrinus fuscifrons (Hellmayr, 1905) - ocorre no Brasil ao Sul do Rio Amazonas, do estado do Pará até o Norte do estado do Mato Grosso. Esta subespécie apresenta a testa pardo-escura.